# Márcio Amoroso
Márcio Amoroso dos Santos (Brasilia, 5 luglio 1974) è un ex calciatore brasiliano, di ruolo attaccante.

## Biografia
Anche suo figlio Matteo ha intrapreso la carriera di calciatore.

## Caratteristiche tecniche
Attaccante indolente ma molto dotato tecnicamente, era un abile goleador. In fase offensiva era inoltre dotato di grande fantasia ed era molto abile nel dribbling, soprattutto nello stretto.

## Carriera

### Giocatore

#### Club
Cresciuto in patria nel Guarani, nel 1992 passa in prestito ai giapponesi del Verdy Kawasaki fino al 1993. Ritornato nel club brasiliano, disputa una grande stagione laureandosi capocannoniere del campionato insieme a Túlio Maravilha con 19 reti in 26 partite. A fine stagione vince inoltre la Bola de Ouro, premio assegnato al miglior giocatore del campionato brasiliano, catturando l'interesse del Barcellona. Il club spagnolo, in cerca del sostituto di Romario, opterà poi per Ronaldo a seguito di un grave infortunio al ginocchio subito da Amoroso.

Da sinistra: Amoroso contrastato dall'empolese Fusco nel campionato di Serie A 1998-1999, in cui si laureò capocannoniere con 22 gol.

Una volta ripresosi, nel 1996 arriva in Italia, all'Udinese, inizialmente in prestito per 800 milioni di lire e subito dopo a titolo definitivo per 7 miliardi complessivi. In tre campionati segna 38 gol e prende parte alla fenomenale stagione 1997-1998 dei bianconeri, che raggiungendo il 3º posto ottengono il miglior piazzamento nella storia dei friulani da quarant'anni a quella parte. Nella stagione 1998-1999 vince inoltre la classifica marcatori con 22 reti. Nel 1999 da Udine passa al Parma per la cifra di 70 miliardi di lire, dove resta per due anni segnando solo 11 gol a causa di un infortunio al tendine di Achille.
Nel 2001-2002 è protagonista nella stagione di esordio al Borussia Dortmund, che vince il campionato tedesco grazie ai suoi 18 gol in 31 presenze; tra gli altri, il 4 aprile 2002 sigla una tripletta nella netta vittoria dei tedeschi 4-0 sul Milan, nella semifinale di andata della Coppa UEFA. Nelle due annate successive, sempre a causa di un grave infortunio, segna solo 10 gol totali in campionato, prima di rescindere il contratto con la squadra giallonera nel 2004. Nella stagione 2004-2005 è agli spagnoli del Malaga, in cui colleziona 29 presenze con 5 gol.
Nell'estate 2005 ritorna in Brasile, al San Paolo, con cui vince la Coppa Libertadores e il mondiale per club (quest'ultimo a dicembre) segnando 18 reti in 26 match. A gennaio 2006 ritenta l'avventura europea: firma un contratto di 18 mesi con il Milan, dove arriva per sostituire Christian Vieri (passato pochi giorni prima al Monaco). Amoroso, però, trova poco spazio in squadra, essendo impiegato come quarto attaccante e accomodandosi spesso in tribuna. In campionato gioca 4 partite e segna 1 gol su rigore, quello della vittoria rossonera contro la Roma all'ultima giornata. Esordisce con la maglia meneghina nell'andata dei quarti di finale di Coppa Italia, Milan-Palermo (1-0) del gennaio 2006. La sua seconda partita con il Milan coincide con l'esordio in campionato in rossonero, il successivo 19 marzo proprio contro una sua ex squadra, l'Udinese.
Nell'estate 2006 ritorna in Brasile, al Corinthians. Nel 2007 firma per il Grêmio, ma dopo soli 4 mesi rescinde il contratto con la squadra di Porto Alegre. Il 9 gennaio 2008 torna in Europa firmando un contratto semestrale con i greci dell'Arīs Salonicco. Agli inizi del mese di novembre 2008 annuncia il ritiro dall'attività agonistica ma a sorpresa, il 29 dicembre 2008, firma un contratto col Guarani, club della terza divisione brasiliana, nella quale aveva già giocato a inizio carriera. Successivamente si ritirerà senza mai riuscire a esordire con la maglia biancoverde nella stagione 2009.
Torna in attività il 1º luglio 2016, venendo ingaggiato dal Boca Raton FC, militante nell'American Premier Soccer League, per poi ritirarsi definitivamente a fine stagione.

#### Nazionale
Amoroso rientrò nel giro dei convocati della nazionale brasiliana dal 1995 al 2003, partecipando da titolare alla Copa America del 1999, vinta proprio dalla Seleçao. In totale realizzò con la propria nazionale 9 goal in 19 partite.

### Dopo il ritiro
Conseguentemente alla carriera da calciatore, Amoroso investì prima nell'edilizia e poi nella tecnologia con l'azienda Younnect, che si occupa di accessori per smartphone, caricatori e batterie.

## Statistiche

### Presenze e reti nei club
Statistiche aggiornate al termine della carriera da calciatore.
| Stagione                 | Squadra                  | Campionato               | Campionato | Campionato | Coppe nazionali | Coppe nazionali | Coppe nazionali | Coppe continentali | Coppe continentali | Coppe continentali | Altre coppe | Altre coppe | Altre coppe | Totale | Totale |
| Stagione                 | Squadra                  | Comp                     | Pres       | Reti       | Comp            | Pres            | Reti            | Comp               | Pres               | Reti               | Comp        | Pres        | Reti        | Pres   | Reti   |
| ------------------------ | ------------------------ | ------------------------ | ---------- | ---------- | --------------- | --------------- | --------------- | ------------------ | ------------------ | ------------------ | ----------- | ----------- | ----------- | ------ | ------ |
| 1994                     | Guarani                  | A                        | 26         | 19         | -               | -               | -               | -                  | -                  | -                  | -           | -           | -           | 26     | 19     |
| 1995                     | Guarani                  | A                        | 13         | 9          | -               | -               | -               | -                  | -                  | -                  | -           | -           | -           | 13     | 9      |
| Totale Guarani           | Totale Guarani           | Totale Guarani           | 39         | 28         |                 | -               | -               |                    | -                  | -                  |             | -           | -           | 39     | 28     |
| 1996                     | Flamengo                 | A                        | 16         | 6          | CB              | 5               | 1               | -                  | -                  | -                  | -           | -           | -           | 21     | 7      |
| 1996-1997                | Udinese                  | A                        | 28         | 12         | CI              | 1               | 0               | -                  | -                  | -                  | -           | -           | -           | 29     | 12     |
| 1997-1998                | Udinese                  | A                        | 25         | 5          | CI              | 4               | 1               | CU                 | 4                  | 0                  | -           | -           | -           | 33     | 6      |
| 1998-1999                | Udinese                  | A                        | 33+2       | 22+0       | CI              | 6               | 2               | CU                 | 2                  | 0                  | -           | -           | -           | 43     | 24     |
| Totale Udinese           | Totale Udinese           | Totale Udinese           | 86+2       | 39+0       |                 | 11              | 3               |                    | 6                  | 0                  |             | -           | -           | 105    | 42     |
| 1999-2000                | Parma                    | A                        | 16+1       | 4+0        | CI              | 0               | 0               | CU                 | 1                  | 0                  | -           | -           | -           | 18     | 4      |
| 2000-2001                | Parma                    | A                        | 23         | 7          | CI              | 6               | 4               | CU                 | 5                  | 3                  | -           | -           | -           | 34     | 14     |
| Totale Parma             | Totale Parma             | Totale Parma             | 39+1       | 11+0       |                 | 6               | 4               |                    | 6                  | 3                  |             | -           | -           | 52     | 18     |
| 2001-2002                | Borussia Dortmund        | BL                       | 31         | 18         | CG+CdL          | 1+1             | 0               | UCL+CU             | 5+8                | 3+5                | -           | -           | -           | 46     | 26     |
| 2002-2003                | Borussia Dortmund        | BL                       | 24         | 6          | CG+CdL          | 1+0             | 0               | UCL                | 9                  | 3                  | -           | -           | -           | 34     | 9      |
| 2003-2004                | Borussia Dortmund        | BL                       | 4          | 4          | CG+CdL          | 0+3             | 2               | CU                 | 2                  | 2                  | -           | -           | -           | 9      | 8      |
| Totale Borussia Dortmund | Totale Borussia Dortmund | Totale Borussia Dortmund | 59         | 28         |                 | 6               | 2               |                    | 24                 | 13                 |             | -           | -           | 89     | 43     |
| 2004-2005                | Malaga                   | PD                       | 29         | 5          | CR              | 1               | 0               | -                  | -                  | -                  | -           | -           | -           | 30     | 5      |
| giu.-dic. 2005           | San Paolo                | A                        | 22         | 12         | CB              | 0               | 0               | CL                 | 4                  | 2                  | Cmc         | 2           | 2           | 28     | 16     |
| gen.-giu. 2006           | Milan                    | A                        | 4          | 1          | CI              | 1               | 0               | UCL                | -                  | -                  | -           | -           | -           | 5      | 1      |
| 2006                     | Corinthians              | A                        | 12         | 2          | CB              | 0               | 0               | CS                 | 2                  | 1                  | -           | -           | -           | 14     | 3      |
| 2007                     | Grêmio                   | A                        | 6          | 0          | CB              | 2               | 0               | CL                 | 5                  | 0                  | -           | -           | -           | 13     | 0      |
| gen.-giu. 2008           | Arīs Salonicco           | SL                       | 9+3        | 1+1        | CG              | 0               | 0               | -                  | -                  | -                  | -           | -           | -           | 12     | 2      |
| 2016                     | Boca Raton FC            | APSL                     | 3          | 0          | -               | -               | -               | -                  | -                  | -                  | -           | -           | -           | 3      | 0      |
| Totale carriera          | Totale carriera          | Totale carriera          | 324+6      | 133+1      |                 | 32              | 10              |                    | 47                 | 19                 |             | 2           | 2           | 411    | 165    |

### Cronologia presenze e reti in nazionale
| Cronologia completa delle presenze e delle reti in nazionale ― Brasile | Cronologia completa delle presenze e delle reti in nazionale ― Brasile | Cronologia completa delle presenze e delle reti in nazionale ― Brasile | Cronologia completa delle presenze e delle reti in nazionale ― Brasile | Cronologia completa delle presenze e delle reti in nazionale ― Brasile | Cronologia completa delle presenze e delle reti in nazionale ― Brasile | Cronologia completa delle presenze e delle reti in nazionale ― Brasile | Cronologia completa delle presenze e delle reti in nazionale ― Brasile |
| Data                                                                   | Città                                                                  | In casa                                                                | Risultato                                                              | Ospiti                                                                 | Competizione                                                           | Reti                                                                   | Note                                                                   |
| ---------------------------------------------------------------------- | ---------------------------------------------------------------------- | ---------------------------------------------------------------------- | ---------------------------------------------------------------------- | ---------------------------------------------------------------------- | ---------------------------------------------------------------------- | ---------------------------------------------------------------------- | ---------------------------------------------------------------------- |
| 29-3-1995                                                              | Goiânia                                                                | Brasile                                                                | 1 – 1                                                                  | Honduras                                                               | Amichevole                                                             | -                                                                      | Ingresso                                                               |
| 18-11-1998                                                             | Fortaleza                                                              | Brasile                                                                | 5 – 1                                                                  | Russia                                                                 | Amichevole                                                             | 2                                                                      |                                                                        |
| 28-3-1999                                                              | Seul                                                                   | Corea del Sud                                                          | 1 – 0                                                                  | Brasile                                                                | Amichevole                                                             | -                                                                      |                                                                        |
| 31-3-1999                                                              | Tokyo                                                                  | Giappone                                                               | 0 – 2                                                                  | Brasile                                                                | Amichevole                                                             | 1                                                                      |                                                                        |
| 5-6-1999                                                               | Salvador                                                               | Brasile                                                                | 2 – 2                                                                  | Paesi Bassi                                                            | Amichevole                                                             | 1                                                                      | 84’                                                                    |
| 8-6-1999                                                               | Goiânia                                                                | Brasile                                                                | 3 – 1                                                                  | Paesi Bassi                                                            | Amichevole                                                             | 1                                                                      | 35’, 61’                                                               |
| 30-6-1999                                                              | Ciudad del Este                                                        | Brasile                                                                | 7 – 0                                                                  | Venezuela                                                              | Coppa America 1999 - 1º turno                                          | 2                                                                      |                                                                        |
| 3-7-1999                                                               | Ciudad del Este                                                        | Brasile                                                                | 2 – 1                                                                  | Messico                                                                | Coppa America 1999 - 1º turno                                          | 1                                                                      | 80’                                                                    |
| 6-7-1999                                                               | Ciudad del Este                                                        | Brasile                                                                | 1 – 0                                                                  | Cile                                                                   | Coppa America 1999 - 1º turno                                          | -                                                                      | 46’                                                                    |
| 11-7-1999                                                              | Ciudad del Este                                                        | Brasile                                                                | 2 – 1                                                                  | Argentina                                                              | Coppa America 1999 - Quarti di finale                                  | -                                                                      | 81’                                                                    |
| 14-7-1999                                                              | Ciudad del Este                                                        | Brasile                                                                | 2 – 0                                                                  | Messico                                                                | Coppa America 1999 - Semifinale                                        | 1                                                                      | 80’                                                                    |
| 18-7-1999                                                              | Asunción                                                               | Brasile                                                                | 3 – 0                                                                  | Uruguay                                                                | Coppa America 1999 - Finale                                            | -                                                                      |                                                                        |
| 26-4-2000                                                              | San Paolo                                                              | Brasile                                                                | 3 – 2                                                                  | Ecuador                                                                | Qual. Mondiali 2002                                                    | -                                                                      | 68’                                                                    |
| 27-5-2000                                                              | Londra                                                                 | Inghilterra                                                            | 1 – 1                                                                  | Brasile                                                                | Amichevole                                                             | -                                                                      | 68’                                                                    |
| 15-8-2000                                                              | Santiago del Cile                                                      | Cile                                                                   | 3 – 0                                                                  | Brasile                                                                | Qual. Mondiali 2002                                                    | -                                                                      | 46’                                                                    |
| 20-11-2002                                                             | Seul                                                                   | Corea del Sud                                                          | 2 – 3                                                                  | Brasile                                                                | Amichevole                                                             | -                                                                      |                                                                        |
| 12-2-2003                                                              | Canton                                                                 | Cina                                                                   | 0 – 0                                                                  | Brasile                                                                | Amichevole                                                             | -                                                                      | 46’                                                                    |
| 29-3-2003                                                              | Porto                                                                  | Portogallo                                                             | 2 – 1                                                                  | Brasile                                                                | Amichevole                                                             | -                                                                      | 46’ 85’                                                                |
| 30-4-2003                                                              | Guadalajara                                                            | Messico                                                                | 0 – 0                                                                  | Brasile                                                                | Amichevole                                                             | -                                                                      | 50’                                                                    |
| Totale                                                                 |                                                                        | Presenze                                                               | 19                                                                     |                                                                        | Reti                                                                   | 9                                                                      |                                                                        |

## Palmarès

### Club

#### Competizioni statali
- Taça Guanabara: 1

Flamengo: 1996
- Campionato Carioca: 1

Flamengo: 1996
- Taça Rio: 1

Flamengo: 1996

#### Competizioni nazionali
- Campionato giapponese: 1

Verdy Kawasaki: 1993
- Supercoppa italiana: 1

Parma: 1999
- Campionato tedesco: 1

Borussia Dortmund: 2001-2002

#### Competizioni internazionali
- Copa de Oro: 1

Flamengo: 1996
- Coppa Libertadores: 1

San Paolo: 2005
- Coppa del mondo per club: 1

San Paolo: 2005

### Nazionale
- Coppa America: 1

Paraguay 1999

### Individuale
- Bola de Ouro: 1

1994
- Capocannoniere del Campeonato Brasileiro Série A: 1

1994 (19 gol, ex aequo con Túlio Maravilha)
- Capocannoniere della Serie A: 1

1998-1999 (22 gol)
- Capocannoniere della Bundesliga: 1

2001-2002 (18 gol, ex aequo con Martin Max)
- Capocannoniere della Campionato mondiale per club FIFA: 1

2005 (2 gol, ex aequo con Peter Crouch, Mohammed Noor e Álvaro Saborío)